# Tatworth
Tatworth es una localidad situada en el condado de Somerset, en Inglaterra (Reino Unido), con una población en 2016 de 2232 habitantes.
Se encuentra ubicada en la península del Suroeste, al sur de la ciudad de Brístol y del canal de Bristol.